# Тасеева
Тасѐева е река в Азиатската част на Русия, Среден Сибир, Красноярски край ляв приток на река Ангара. Дължината ѝ е 116 km.
Река Тасеева се образува от сливането на двете съставящи я реки Бирюса (Она, лява съставяща, 1012 km) и Чуна (Уда, дясна съставяща, 1203 km) в северозападната част на Приангарското плато, на 14 km на изток-югоизток от село Бурний, Красноярски край. До устието на река Шишкина (ляв приток) тече на запад в тясна долина, със стръмни склонове, с прагове и бързеи. След това завива на север, долината и става широка и придобива типичен равнинен храктер. Влива се отляво в река Ангара, при нейния 68 km, на 88 m н.в., при село Первомайск.
Водосборният басейн на Тасеева има площ от 128 хил. km2, което представлява 12,32% от водосборния басейн на река Ангара и обхваща части от Красноярски край и Иркутска област.
Границите на водосборния басейн на реката са следните:
- на север и изток – водосборните басейни на реките Карабула, Мура, Кова и Ока, леви притоци на Ангара;
- на юг – водосборния басейн на река Голям Енисей, дясна съставяща на Енисей;
- на запад – водосборните басейни на реките Туба, Кан и други по-малки десни притоци на Енисей;

Поради малката си дължина река Тасеева получава малко притоци, като три от тях са над 100 km:
- 116 → Бирюса (Она, лява съставяща) 1012 / 55800
- 116 ← Чуна (Уда, дясна съставяща) 1203 / 56800
- 57 → Усолка 356 / 10800

Подхранването на реката е смесено, като преобладава дъждовното. Пълноводието е през май, като постепенно намалява до октомври в резултат от обилните дъждове през този сезон. Среден годишен отток при село Машуковка, на 46 km от устието 758 m3/s, което като годишен обем представлява 24 km3 и е най-пълноводният приток на Ангара. Замръзва през октомври, а се размразява през май.
По течението на реката в са разположени няколко малки села.
Плавателна е на 46 km от устието до село Машуковка.